# Lovcsányi Alajos Gyula
Lovcsányi Alajos Gyula (Ipolyság, 1850. április 5. – Budapest, 1922. november 11.) képzőintézeti tanár.

## Élete
Lovcsányi György és Pacsnár Amália fiaként született. Tanulmányait Selmecbányán és Besztercebányán végezte. 1868-1872 között a kegyes tanító-rend tagja volt. 1871-1872-ben Privigyén és Trencsénben tanított. 1872-1874 között a budapesti tudományegyetem hallgatója volt. 1874-től Zilahon polgári iskolai tanár, de 1876-ban állásáról lemondott. Ezután Bécsben és Berlinben tanult. 1877 után Budán az elemi és polgári tanítóképző intézet földrajz és történelemtanára. 1913. május 31-én Budapesten házasságot kötött Szalay Margit Stefániával.
A Magyar Gea című földrajzi és statisztikai havi folyóirat szerkesztője volt.

## Művei
- 1878-1879 Európa összehasonlító földrajza különös tekintettel Magyarországra I-II. Budapest (III. r. Ázsia, Afrika, Amerika, Ausztrália)
- 1878 Természettani földrajz tanodai és magánhasználatra. Budapest
- 1879 Európa összehasonlító földrajza, különös tekintettel Magyarországra. Budapest
- 1879 Mennyiségtani földrajz módszertani alapon. Budapest
- 1881 A Vág és vidéke topografiai leírása, egyszersmind kalauz a Vág völgyében utazók, fürdővendégek stb. számára. Budapest
- 1883 Gerjen község pecsétje. Századok 1883, 599.
- 1887–1898 Az Osztrák-Magyar Monarchia írásban és képben I-XV. Budapest (Turóc, Trencsén, Nyitra és Zólyom vármegye)
- 1888 Adalék a mohácsi vész előtti magyar-lengyel érintkezés történetéhez. Budapest (Századok)
- 1892 A koronázás multjából. Vasárnapi Ujság 1892, 398-403
- 1896 Der Tod in Glauben und Brauch der Slowaken. Ethnologische Mitteilungen V
- 1905 A császárok korabeli római nő a pipereasztalnál. Uránia - Népszerű tudományos folyóirat 6/5.
- 1906 Pompei. Uránia - Népszerű tudományos folyóirat 7.
- Fajsz lakodalmi szokásai. Néprajzi Múzeum - Ethnológiai Adattár 1801.